# 堀川町 (小松島市)
堀川町（ほりかわちょう）は、徳島県小松島市の町名。郵便番号は773-0004。

## 地理
小松島市の北部に位置する。東は徳島県道178号小松島港南小松島停車場線を隔てて南小松島町と接し、北は市道を境に松島町と、西は神田瀬町に接する。
南は徳島県道33号小松島佐那河内線を隔てて、日開野町と接している。全域市街地である。
JR牟岐線が中央部を東西に走り南小松島駅に近い。商店・住宅などが多く、その間に小松島郵便局・小松島保育園・小松島簡易保険診療所などがある。

## 歴史
1972年（昭和47年）より小松島市の町名となる。元は小松島町・日開野町の各一部。

### 地名の由来
地名については、菖蒲田池を源流とする支流（堀川）が市街地中央を流れていることにちなむという口碑がある。

## 世帯数と人口
2022年（令和4年）7月31日現在の世帯数と人口は以下の通りである。
| 町丁   | 世帯数 | 人口  |
| ------ | ------ | ----- |
| 堀川町 | 96世帯 | 184人 |

## 小・中学校の学区
市立小・中学校に通う場合、学区は以下の通りとなる。
| 番地     | 小学校                   | 中学校                 |
| -------- | ------------------------ | ---------------------- |
| 3番～4番 | 小松島市立小松島小学校   | 小松島市立小松島中学校 |
| 1番～2番 | 小松島市立南小松島小学校 | 小松島市立小松島中学校 |

## 交通

### 道路
都道府県道
- 徳島県道33号小松島佐那河内線
- 徳島県道178号小松島港南小松島停車場線

## 施設
- 小松島郵便局